# 카롤리네 아우구스테 폰 바이에른 왕녀
바이에른의 카롤리네 아우구스테(독일어: Karoline Auguste von Bayern, 1792년 2월 8일 ~ 1873년 2월 9일)는 바이에른 왕국의 공주였다. 첫 남편은 빌헬름 1세, 두 번째 남편은 프란츠 2세였다.

## 생애
만하임에서 바이에른 국왕 막시밀리안 1세의 셋째딸로 태어났다. 1808년 6월 8일 뷔르템베르크의 왕태자 빌헬름과 뮌헨에서 결혼식을 올렸지만 1814년 이혼했다. 2년 뒤인 1816년 그녀는 오스트리아의 황제 프란츠 2세와 재혼해 그의 네 번째 왕비가 되었다. 두 사람의 결혼식은 당시 오스트리아의 재정 상태가 좋지 못했기 때문에 간소하게 치러졌다. 카롤리네 아우구스테는 미인은 아니었지만 지적이고 기품이 있었다. 그녀는 오스트리아에서 인기 있는 황후였고, 공무에도 적극적이어서 병원과 빈민 구제소 등을 설립했다. 프란츠 2세의 아들 프란츠 카를 폰 외스터라이히 대공은 카롤리네 아우구스테의 이복여동생 조피와 결혼했으며 두 사람 사이에서 태어난 프란츠 요제프 1세는 그녀의 또다른 이복여동생 루도비카 공작 부인의 딸 바이에른의 엘리자베트와 결혼했다. 카롤리네 아우구스테는 남편의 사후 잘츠부르크에서 지내다가 1873년 빈에서 죽었다.